# José Pérez Reyes
José Pérez Reyes (ur. 19 lipca 1975) –  dominikański bokser, olimpijczyk.

## Kariera amatorska
W lutym 1996 roku, Pérez zajął 1. miejsce w kwalifikacjach olimpijskich na igrzyska olimpijskie w Atlancie. Rezultat dał mu prawo startu na igrzyskach. W 1996 r. reprezentował Dominikanę na Igrzyskach Olimpijskich w Atlancie, rywalizując w kategorii papierowej. Rywalem Meksykanina w pierwszej walce był Sabin Bornei, z którym Pérez przegrał 10:16.